# Досаев, Ерболат Аскарбекович
Ерболат Аскарбекович Досаев (каз. Ерболат Асқарбекұлы Досаев / Erbolat Asqarbekūly Dosaev; род. 21 мая 1970, Алма-Ата) — казахстанский государственный деятель, Аким города Алматы (2022—2025), Министр финансов Казахстана (2003—2004), министр здравоохранения Казахстана (2004—2006), министр экономического развития и торговли Казахстана (2012—2013), министр экономики и бюджетного планирования Казахстана (2013—2014), министр национальной экономики Казахстана (2014—2016), председатель Национального банка Республики Казахстан (2019—2022).

## Биография
Происходит из подрода маметек рода алтын племени Байулы. В 1987 году окончил Республиканскую физико-математическую школу-интернат в городе Алма-Ате. В 1993 году окончил Алматинский энергетический институт, по специальности — инженер электронной техники.
В 1993—1994 годах — менеджер МНПП «Искер».
В 1994—1996 годах — заместитель директора, директор ТОО «Фирма „Акцепт“».
В 1996—1997 годах — директор, первый вице-президент, генеральный директор АОЗТ «Корпорация „Акцепт“».
Февраль 1997 — август 1997 — заместитель председателя правления ЗАО «Банк Туран-Алем».
Август 1997 — март 1998 — председатель правления ЗАО «Алматинский торгово-финансовый банк».
Март — июль 1998 — советник премьер-министра Республики Казахстан.
Июль 1998 — февраль 2000 — вице-министр энергетики, индустрии и торговли Казахстана.
Февраль 2000 — ноябрь 2001 — вице-министр финансов Казахстана.
Май 2001 — март 2002 — председатель совета директоров АО «Банк развития Казахстана».
Ноябрь 2001 — июнь 2003 — председатель Агентства Республики Казахстан по регулированию естественных монополий, защите конкуренции и поддержке малого бизнеса.
Июнь 2003 — апрель 2004 — министр финансов Республики Казахстан; управляющий Европейского банка реконструкции и развития (ЕБРР) в Казахстане; член правления Национального банка Республики Казахстан.
Апрель 2004 — сентябрь 2006 — министр здравоохранения Республики Казахстан.
В 2006—2012 годах — председатель совета директоров АО «КазИнвестБанк».
25 сентября 2012 — январь 2013 — министр экономического развития и торговли Республики Казахстан.
16 января 2013 — 6 августа 2014 — министр экономики и бюджетного планирования Республики Казахстан.
6 августа 2014 — 6 мая 2016 — министр национальной экономики Республики Казахстан.
16 мая 2016 — август 2017 — председатель правления АО «Национальный управляющий холдинг „Байтерек“».
29 августа 2017 — февраль 2019 — заместитель премьер-министра Республики Казахстан. 9 октября 2017 года вошёл в состав правления Национального банка Республики Казахстан. С 20 октября 2017 года до марта 2019 года — председатель правления совета директоров Фонда развития предпринимательству «Даму».
С 25 февраля 2019 по 31 января 2022 — председатель Национального банка Республики Казахстан.
Январь 2022 — Май 2025 — аким города Алматы. 

### Деятельность в бизнесе
В начале 1990-х годов начал деятельность в торговой компании «Акцепт», в которой президентом работал его одноклассник Нурлан Каппаров. Оба начали работать в государственных организациях примерно в одно время: Каппаров в 1997 году возглавил национальную нефтегазовую компанию «Казахойл», Досаев через несколько месяцев стал советником премьер-министра. До этого назначения Досаев занимал руководящие должности в «Банке Туран-Алем» и «Алматинском торгово-финансовом банке».
До 2006 года занимал государственные посты, после чего вновь вернулся в коммерческую деятельность — вместе со своими друзьями Каппаровым, Бериком Каниевым и Юрием Паком был совладельцем и членом совета директором компании «Lancaster Group». В 2012 году вновь вернулся на госслужбу, передав свои бизнес-активы в управление партнёрам.

### Министр здравоохранения
Во время работы Ерболата Досаева на посту министра здравоохранения РК в Южно-Казахстанской области произошло массовое заражение детей ВИЧ. Выявлено 17 инфицированных матерей и 133 инфицированных ребёнка. В результате расследования выяснилось, что заражение происходило в медицинских организациях из-за отсутствия надлежащего контроля и качественной организации работы: применялись нестерильные инструменты, в «Региональный центр крови» попадала донорская кровь заражённых людей. После скандала и требований депутатов мажилиса РК уйти в отставку, осенью 2006 года Досаев покинул государственную службу.

### Министр национальной экономики
Занимая пост министра Национальной экономики Ерболат Досаев предложил ввести поправки в Земельный кодекс Казахстана (статья 24). Целью поправок планировалось позволить с 1 июля 2016 года отдавать в аренду земли сельхозназначения Казахстана иностранным гражданам сроком на 25 лет, вместо 10 лет. Кроме того, Досаевым предложено с 1 июля 2016 года выставить на торги 1,7 миллиона гектар сельхозземель. Решения Досаева касательно аренды и продажи земли сельхозназначения вызвали недовольство населения и общественности, Казахстан охватили массовые земельные протесты против поправок Земельного кодекса.
После прошедших в стране массовых земельных протестов, на совещании, Президент Казахстана Нурсултан Назарбаев объявил Ерболату Досаеву неполное служебное соответствие и потребовал освободить его заместителя от должности. Отвечая, Досаев заявил президенту, что новые нормы в Земельном кодексе, он считает необходимыми и нужными, и что они соответствуют мировой практике. Также на совещании Досаев попросил у Президента своей отставки, прошение было удовлетворено.

### Председатель Национального банка
Спустя месяц после вступление в должность, новоиспечённый председатель Национального банка попал в скандал. Агентство Bloomberg сообщило, что лазейка в законодательстве позволила Ерболату Досаеву вместе с бизнес-партнёрами в 2014 году уклониться от выплаты многомиллиардного кредита. По информации издания, компания Досаева и его партнёров — TOO GasMunayOnim — взяла в Казкоммерцбанке кредит в размере около 20 млн долларов. Но спустя несколько лет, когда компании не удалось выплатить проценты по долгу в 13,2 млрд тенге, банк стал взыскивать активы бизнесменов. В 2014 году жёны бизнесменов успешно подали в суд на банк, компанию и своих мужей, заявив, что не знали о гарантиях, предоставленных банку их мужьями. Таким образом личная гарантия Досаева и его бизнес-партнёров была аннулирована.

### Аким города Алматы
31 января 2022 года Ерболат Досаев указом президента Казахстана Касым-Жомарта Токаева назначен акимом города Алматы. В феврале в городе прошёл митинг против его назначения, в котором приняло участие около 100 человек.
После назначения Досаев приступил к исполнению поручений президента по восстановлению города после январских событий. В мае 2022 года Досаев доложил президенту о ходе возмещения ущерба пострадавшему бизнесу: 97 % пострадавших субъектов МСБ восстановили свою работу после январских событий.
В августе 2022 года Ерболат Досаев создал градостроительный совет Алматы по обсуждениям и принятиям решений по предлагаемым градостроительным и архитектурным проектам. До этого при Досаеве были приняты меры для прекращению уплотнённого строительства вблизи жилищных комплексов, снижена разрешённая этажность строительства, был принят запрет на строительство зданий на горных склонах. Был разработан план модернизации арычной сети города для решения проблемы подтоплений.
24 мая 2025 года Указом Президента Республики Казахстан от 24 мая 2025 года, Досаев официально освобожден от должности Акима города Алматы.

## Критика
В августе 2023 года по данным аналитикого мониторинга СМИ и соцсетей, Ерболат Досаев стал лидером критических упоминаний в Казахстане. Досаев подвергся критике в связи очередной заменой целых асфальта, бордюров на многих магистралях города, решением маслихата о повышением платы частной компании отвечающей за наружное освещение с 1,5 млрд тенге до 7 млрд. Особое негодование у жителей Алматы вызвало решение Досаева повысить тариф на проезд в общественном транспорте.
В некоторых источниках говорилось что алматинцы были против кандидатуры Досаева в акимы Алматы ещё до его назначения. Досаев согласовал митинг против себя 5 февраля 2023 года. В митинге участвовали примерно 200 человек, митингующие также требовали выбирать акимов.
6 июля 2023 года стартовала петиция против акимства Досаева, которую поддержали десятки тысяч людей. Среди причин недовольства были названы «увеличение количества нелегальных застроек и ремонт и так рабочей дороги».
Позже начался скандал о самой петиции: голоса за отставку Досаева стали уменьшаться. Причиной некоторые граждане назвали ботов из России.
Согласно сайту рейтингов госслужащих Казахстана, Ерболат Досаев занял первое место в антирейтинге.

## Семья
Происходит из подрода маметек рода алтын племени Байулы.
- Отец — Аскарбек Досаев (12 августа 1943)
- Мать — Тлеукен Досаева (15 февраля 1943)
- Младшая сестра — Акерке Аскарбековна Досаева (27 июня 1971)
- Младшая сестра — Асем Аскарбековна Досаева (5 августа 1976)
- Жена — Гульнар Есенгельдыкызы Досаева (Кенжебаева) (род. 1975) — вице-президент компании «G&G Glamour» и директор фонда «Дара» (с 2007), преподавательница кафедры «Международные отношения» в КазГАУ (1995—1996), помощница торгового советника в торговой палате Финляндии в Казахстан (1996—2001). Закончила Алматинскую школу № 105 с углубленным изучением английского языка с золотой медалью в 1991 году. В 1995 году завершила обучение на факультете «Международные отношения» в университете Нархоз по специальности «Нефтебизнес».
- Старший ребёнок — Айтоты Ерболаткызы Досаева (2 октября 2000)
- Средний ребёнок — Нурлан Ерболатулы Досаев (19 сентября 2003)
- Младший ребёнок — Аини Ерболаткызы Досаева (10 апреля 2012)[1][2][38]

## Награды
| Страна    | Дата | Награда                                                    | Награда                                                    |
| --------- | ---- | ---------------------------------------------------------- | ---------------------------------------------------------- |
| Казахстан | —    | Орден «Курмет»                                             | Орден «Курмет»                                             |
| Казахстан | 2015 | Юбилейная медаль «20 лет Конституции Республики Казахстан» | Юбилейная медаль «20 лет Конституции Республики Казахстан» |
| Казахстан | 2018 | Юбилейная медаль «20 лет Астане»                           | Юбилейная медаль «20 лет Астане»                           |
| Казахстан | 2018 | Орден «Парасат»                                            | Орден «Парасат»                                            |

- Орден «Бейбітшілік пен Келісім» — «Мир и Согласие» (2023 год, Православная Церковь Казахстана)[41]